# Sâmraông (gmina)
Sâmraông – gmina (khum) w północno-zachodniej Kambodży, w zachodniej części prowincji Bântéay Méanchey, w dystrykcie ’Âor Chrŏu.

## Miejscowości
Na obszarze gminy położonych jest 10 miejscowości:
- Banlech
- Neak Ta Chhor
- Sâmraông
- Kampong Reab
- Thmei
- Thmenh Trei
- Bat Trang
- Anhchanh
- Voat
- Kandal